# Élections générales ontariennes de 1883
 (juin 2014).
Si vous disposez d'ouvrages ou d'articles de référence ou si vous connaissez des sites web de qualité traitant du thème abordé ici, merci de compléter l'article en donnant les références utiles à sa vérifiabilité et en les liant à la section « Notes et références ».
L'élection générale ontarienne de 1883 se déroule le 27 février 1883 afin d'élire les 88 députés de la 5e législature (en) à l'Assemblée législative de l'Ontario (Canada). Il s'agit de la 5e élection générale depuis la confédération canadienne de 1867.
Le Parti libéral dirigé par Oliver Mowat est réélu d'un quatrième mandat majoritaire consécutif, bien que son parti ait perdu neuf sièges à l'Assemblée législative.
Le Parti conservateur toujours dirigé par William Ralph Meredith remporte huit sièges supplémentaires.

## Résultats
| Parti libéral | Parti conservateur | Libéral Indépendant | Indépendant |
| 48 sièges     | 37 sièges          | 2 sièges            | 1 siège     |
| ^             |                    |                     |             |
| majorité      |                    |                     |             |

| Parti | Parti                    | Chef                   | Sièges | Sièges | Sièges  | Voix | Voix |
| Parti | Parti                    | Chef                   | 1879   | Élus   | % Diff. | %    | Diff |
| ----- | ------------------------ | ---------------------- | ------ | ------ | ------- | ---- | ---- |
|       | Libéral                  | Oliver Mowat           | 57     | 48     | -14.0%  |      |      |
|       | Conservateur             | William Ralph Meredith | 29     | 37     | +27.6%  |      |      |
|       | Libéral Indépendant      |                        | -      | 2      |         |      |      |
|       | indépendant              |                        | -      | 1      | -       |      |      |
|       | Conservateur indépendant |                        | 2      | -      | -       |      |      |
| Total | Total                    | Total                  | 88     | 88     | -       |      |      |

## Source
- (en) Cet article est partiellement ou en totalité issu de l’article de Wikipédia en anglais intitulé « Ontario general election, 1883 » (voir la liste des auteurs).